# Здравко Селаковић
Здравко Селаковић (Кремна, 1886—1975) био је српски земљорадник, учесник Балканских ратова и Првог светског рата и носилац Карађорђеве звезде са мачевима. 
Рођен је 10. септембра 1886. године у Кремнима, до одласка у одслужење војног рока 1910. године бавио се земљорадњом заједно са оцем Стеваном и мајком Милицом. Био је у саставу 1. чете 2. батаљона IV пешадијског пука, са којим је прошао све борбе у ослободилачким ратовима 1912—1918. Одликован је Сребрним Орденом Карађорђеве звезде са мачевима и Златном Медаљом за храброст Милош Обилић за исказано јунаштво на Солунском фронту, у јесен 1916. године, на положајима од Чегана до Груништа. Два пута је рањаван, у борбама на Куманову и Кајмакчалану. 
После рата се вратио на породично имање, доживео је дубоку старост и умро је 1975. године.